# Guenroc
Guenroc (tiếng Breton: Gwenroc'h, Gallo: Genroc) là một xã của tỉnh Côtes-d’Armor, thuộc vùng Bretagne, tây bắc Pháp.

## Dân số
Người dân ở Guenroc được gọi là Guenrocois.